# Achelia neotenica
Achelia neotenica là một loài nhện biển trong họ Ammotheidae. Loài này thuộc chi Achelia. Achelia neotenica được miêu tả khoa học năm 1986 bởi Krapp.